# 기억해, 우리가 사랑한 시간
《기억해, 우리가 사랑한 시간》(중국어: 不能流淚的悲傷, 영어: Behind the Blue Eyes)는 2023년에 개봉한 중국의 로맨스, 드라마 영화이다.
 당가휘가 감독을 우량이 각본을 맡았다.
 중국은 2023년 2월 14일에 대한민국은 2023년 10월 11일에 개봉되었다.

## 줄거리
어느날 신후이는 집 앞에 도착한 카세트 테이프 한 장을 보고

카세트를 찾아보다 옆집에 기사가 듣고 있는 카세트를 빌리게 되는데

테이프를 들으면서 신후이는 고교시절 서로 사랑했던 린한충을 기억하며

그를 찾아나서게 되는데...

## 출연진

### 주연
- 쉬광한 - 천샤오밍 역
- 하람두 - 신후이 역
- 채범희 - 린한충 역

### 조연
- 왕요경 - 장년 린한충 역
- 좌소청 - 장년 신후이 역
- 가숙근